# HMS Courageous (50)
O HMS Courageous foi um navio de guerra operado pela Marinha Real Britânica e a primeira embarcação da Classe Courageous, sendo seguido pelo HMS Glorious e HMS Furious. Sua construção começou em março de 1915 nos estaleiros da Armstrong Whitworth em Newcastle originalmente como um cruzador de batalha, sendo lançado ao mar em fevereiro de 1916 e comissionado na frota britânica em novembro do mesmo ano. Ele passou a maior parte da Primeira Guerra Mundial realizando patrulhas pelo Mar do Norte, também participando da Segunda Batalha da Angra da Heligolândia em novembro de 1917 e da rendição da Frota de Alto-Mar alemã em novembro de 1918.
Por ter sido construído com blindagem e armamentos considerados leves, o Courageous foi descomissionado depois da guerra e convertido em um porta-aviões na década de 1920. As obras terminaram em 1924 e depois disso ele passou a maior parte do período entreguerras operando perto da Grã-Bretanha e Irlanda. Ele brevemente foi transformado em um navio-escola, porém voltou para o serviço ativo regular alguns meses antes do início da Segunda Guerra Mundial em 1939. O Courageous foi torpedeado pelo submarino alemão U-29 no dia 17 de setembro ao sudoeste da Irlanda nas primeiras semanas do conflito, naufragando em apenas alguns minutos com mais de quinhentos mortos.